# Pleurothallis mocoana
Pleurothallis mocoana är en orkidéart som beskrevs av Rudolf Schlechter. Pleurothallis mocoana ingår i släktet Pleurothallis och familjen orkidéer. Inga underarter finns listade i Catalogue of Life.